# Au-delà de l'univers
 (avril 2012).
Si vous disposez d'ouvrages ou d'articles de référence ou si vous connaissez des sites web de qualité traitant du thème abordé ici, merci de compléter l'article en donnant les références utiles à sa vérifiabilité et en les liant à la section « Notes et références ».
La série "Au-delà de l'univers" est une collection de six romans écrite par l'auteure québécoisequébécoise Alexandra Larochelle dans les années 2000. Cette saga jeunesse invite les lecteurs à explorer des mondes parallèles et à vivre des aventures fantastiques à travers les yeux de ses jeunes protagonistes.

## Résumé
Chaque tome de la série raconte un voyage interdimensionnel se passant dans le monde d'Erianigami, (« Imaginaire » à l'envers) dans différentes dimensions, dans le futur ou dans le passé. Le premier parle de Daniel Provencher, un garçon de treize ans qui se retrouve dans une autre dimension, où il rencontre une petite fille, Catherine. À partir du tome 2, l'histoire parle des enfants de Daniel et Catherine, Lauranne et Philippe, qui sont dotés de pouvoirs spéciaux. (Télékinésie et Télépathie)

## Critique
Les lecteurs apprécient généralement la série pour son imagination débordante et son concept original. Le style d'écriture est décrit comme simple et accessible, ce qui en fait une lecture adaptée aux jeunes lecteurs débutants. Un utilisateur de Booknode souligne que, bien que l'histoire puisse sembler enfantine pour un lecteur plus âgé, elle constitue une introduction idéale à la lecture pour les plus jeunes.
Cependant, certains lecteurs estiment que le style d'écriture est trop simple et que l'intrigue manque de profondeur. Malgré ces critiques, la série est reconnue pour sa capacité à stimuler l'imagination et à initier les jeunes à la lecture. De plus, l'auteure, ayant commencé à écrire ces livres à l'âge de 10 ans, est vue comme une source d'inspiration, montrant que même les plus jeunes peuvent créer des œuvres captivantes.

## Tomes
- Au-delà de l'univers, Éditions du Trécarré, 2004  (ISBN 2-89568-259-3)
- Mission périlleuse en Erianigami (Au-delà de l'univers - tome 2), Éditions du Trécarré, 2004  (ISBN 2-89568-257-7)
- La Clé de l'énigme (Au-delà de l'univers - tome 3), Éditions du Trécarré, 2005  (ISBN 2-89568-284-4)
- Quiproquo et sorcellerie (Au-delà de l'univers - tome 4), Éditions du Trécarré, 2006  (ISBN 2-89568-320-4)
- Épreuve infernale (Au-delà de l'univers - tome 5), Éditions du Trécarré, 2006,  (ISBN 2-89568-311-5)
- Lorafil - L'avenir à l'agonie (Au-delà de l'univers - tome 6), Éditions du Trécarré, 2007  (ISBN 978-2-89568-351-3)